# باشگاه فوتبال زنیت سن پترزبورگ
باشگاه فوتبال زنیت سن پترزبورگ (به روسی: Футбольный клуб «Зенит») باشگاه فوتبال روسی است که در شهر سن پترزبورگ قرار دارد و هم‌اکنون در لیگ برتر روسیه و لیگ قهرمانان اروپا بازی می‌کند. 
این باشگاه که در بیست و پنج مه ۱۹۲۵ تأسیس شده، یکی از پرافتخارترین تیم‌های روسیه است و در مسابقات داخلی و بین‌المللی افتخارات زیادی را به دست آورده‌است.

## افتخارات

### عناوین کشوری
لیگ برتر اتحاد شوروی/لیگ برتر روسیه:
- هشت دوره قهرمانی در سال‌های ۱۹۸۴، ۲۰۰۷، ۲۰۱۰، ۱۲–۲۰۱۱، ۱۵–۲۰۱۴، ۱۹_۲۰۱۸، ۲۰۱۹_۲۰، ۲۰۲۰–۲۱
- سه دوره نایب‌قهرمانی در سال‌های ۲۰۰۳، ۱۳–۲۰۱۲، ۱۴–۲۰۱۳

جام حذفی فوتبال اتحاد شوروی/جام حذفی فوتبال روسیه
- چهار دوره قهرمانی در سال‌های ۱۹۴۴، ۹۹–۱۹۹۸، ۱۰–۲۰۰۹، ۱۶–۲۰۱۵
- سه دوره نایب‌قهرمانی در سال‌های ۱۹۳۹، ۱۹۸۴، ۰۲–۲۰۰۱

سوپرجام فوتبال اتحاد شوروی/ سوپر جام فوتبال روسیه:
- پنج دوره قهرمانی در سال‌های ۱۹۸۵، ۲۰۰۸، ۲۰۱۱، ۲۰۱۵، ۲۰۱۶
- سه دوره نایب‌قهرمانی در سال‌های ۲۰۱۲، ۲۰۱۳ ،۲۰۱۹

جام فدراسیون اتحاد جماهیر شوروی/جام لیگ برتر روسیه:
- قهرمان: ۲۰۰۳
- نایب‌قهرمان: ۱۹۸۶
- جام پیشرفت: ۱۹۸۰

### عناوین بین‌المللی
- نایب قهرمان در جام اینترتوتو، سال ۲۰۰۰
- قهرمان جام یوفا (لیگ اروپا) در سال ۲۰۰۸
- قهرمان سوپرجام اروپا در سال ۲۰۰۸[۱]